# كشط الجلد
كشط الجلد هو نوع من التخطيط الجراحي للجلد، يتم إجراؤه عادةً في بيئة طبية إحترافية من قبل طبيب أمراض جلدية أو جراح تجميل مدرب خصيصًا على هذا الإجراء. تم إجراء عملية كشط الجلد لسنوات عديدة (قبل ظهور أشعة الليزر) وتتضمن التآكل العميق الخاضع للرقابة (التآكل) للطبقات العليا إلى المتوسطة من الجلد مع أي مجموعة متنوعة من الأجهزة الكاشطة القوية بما في ذلك فرشاة سلكية أو عجلة ماسية أو مثقب، صنفرة معقمة أو بلورات ملح أو أي وسائل ميكانيكية أخرى. لا يجب الخلط بين عملية الكشط الجلدي وكشط الجلد الجزئي وهو إجراء تجميلي جديد وغير جراحي يقوم به أفراد من غير الأطباء والممرضات و خبراء التجميل والمساعدين الطبيين.

إجراءات الكشط الجلدي هي عمليات جراحية جائرة تتطلب عادةً مخدرًا موضعيًا. وغالبًا ما يتم إجراؤها في الأجنحة الجراحية أو في المراكز الطبية المهنية. نظرًا لأن الإجراء يمكن أن يزيل عادةً الجزء العلوي إلى الطبقات العميقة من البشرة، ويمتد إلى الأدمة الشبكية، فهناك دائمًا نزيف بسيط في الجلد. ينطوي الإجراء على مخاطر التندب وتغير لون الجلد والإلتهابات وإعادة تنشيط فيروس الهربس في الوجه (القرحة الباردة). في حالات الكشط العدوانية، غالبًا ما يكون هناك نزيف هائل للجلد أثناء الإجراء الذي يجب التحكم فيه بالضغط. بعد ذلك، يكون الجلد عادة لونه أحمر جدا ومظهرًا مسحوجاً. اعتمادًا على مستوى إزالة الجلد باستخدام الكشط، يستغرق الجلد من 7 إلى 30 يومًا في المتوسط للشفاء بالكامل (إعادة التغطية بالنسيج الظهاري). غالبًا ما يتم تنفيذ هذا الإجراء لندبات حب الشباب العميقة والندبات الجراحية العميقة. نادرا ما يمارس كشط الجلد حاليًا وهناك عدد قليل جدًا من الأطباء المدربين الذين لا يزالون يقومون بهذه الجراحة. تم استبدال كشط الجلد بشكل كبير في جميع أنحاء العالم بتقنيات أحدث وأبسط إلى حد ما بما في ذلك الليزر (ليزر ثنائي أكسيد الكربون أو ليزر الإربيوم ياج). تتميز تقنيات الليزر بميزة نزيف قليل أو معدوم، وغالبًا ما تكون أقل اعتمادًا على المشغل من عملية إزالة الجلد.
الغرض من عملية الكشط الجلدي هي المساعدة في تقليل ظهور الندبات العميقة وعيوب الجلد. غالبًا ما يكون الهدف هو تنعيم الجلد، وإزالة الندبات الصغيرة (مثل حب الشباب)، وتغير لون البشرة من الندوب أو الوحمات، وتلف البشرة الناتج من التعرض للشمس، والوشم، والبقع الناتجه من التقدم في العمر، وعلامات التمدد الجلدي أو التجاعيد الدقيقة.
كشط الجلد عبارة عن طريقة جراحية ميكانيكية لتخطيط الجلد ظلت شائعة جزئيًا لأنها قد تحمل تكلفة أقل بشكل عام (بأسعار معقولة) وقد توفر نتائج متفوقة مماثلة لطريقة الليزر الأحدث لحالات جلدية معينة.

## كشط الجلد الجزئي
كشط الجلد الجزئي هو إجراء تجميلي خفيف يستخدم وسط ميكانيكي للتقشير لإزالة الطبقة الخارجية من خلايا الجلد الميتة من البشرة. عادةً، يتكون كشط الجلد الجزئي من قسمين: مادة تقشير مثل البلورات أو رقائق الماس وأداة شفط آلي لرفع الجلد بلطف أثناء التقشير. إنه إجراء غير جراحي ويمكن إجراؤه في العيادة من قبل أخصائي العناية بالبشرة المدربين. يمكن أيضًا إجراؤه في المنزل باستخدام مجموعة متنوعة من المنتجات المصممة لتقشير البشرة ميكانيكيًا.
يعتبر كشط الجلد الجزئي إجراءً بسيطًا نسبيًا وسهلًا وغير جراحي وغير مؤلم لتجديد شباب الجلد. عادة لا توجد إبر أو أدوية تخدير مطلوبة للكشط الجلدي الجزئي. يتم تعديل ضغط نظام التفريغ وسرعته اعتمادًا على حساسية الجلد وقدرة تحمله. غالبًا ما تتم مقارنة الكشط الجلدي الجزئي مع شعور القطة بلعق الجلد - ملمس خشن ولكنه لطيف. يمكن أن تستمر جلسات الكشط الجلدي الجزئي النموذجي في أي مكان من 5 إلى 60 دقيقة. يتراوح الحد الأدنى من وقت التعافي المطلوب بعد الكشط الجلدي الجزئي من لا شئ إلى وقت ضئيل ويعود معظم الأشخاص فورًا إلى النشاط اليومي بعد الجلسة. يمكن عادة الكريمات غير المهيجة في غضون ساعات قليلة أو مباشرة بعد الكشط الجلدي. نظرًا لوجود حساسية طفيفة متزايدة في الغالب فورًا بعد الكشط الجلدي الجزئي، يتم تجنب المنتجات المهيجة مثل أحماض الجليكوليك أو أحماض ألفا الهيدروكسية أو منتجات الريتينويد أو الكريمات والمستحضرات المعطرة فورًا بعد الإجراء.

يتضمن نظام الكشط الجلدي الجزئي التقليدي «البلوري» مضخة، أنبوب توصيل، قطعة يدوية، ونظام تفريغ. حيث أن المضخة تخلق تيارًا عالي الضغط من البلورات الخاملة (أكسيد الألومنيوم، أكسيد المغنيسيوم، كلوريد الصوديوم، أو بيكربونات الصوديوم) لإزالة الجلد، يزيل نظام التفريغ البلورات وخلايا الجلد المتقشرة. بدلاً من ذلك، يمكن استبدال البلورات الخاملة بسطح خشن للطرف اليدوي في نظام الكشط الجلدي الجزئي الماسي.
على عكس نظام الكشط الجلدي الجزئي البلوري القديم، لا ينتج من عملية الكشط الجلدي الجزئي الماسي جزيئات من البلورات التي يمكن استنشاقها في أنف المرضى أو تتطاير في العين. ومن ثم، يُعتبر الكشط الجزئي الماسي أكثر أمانًا للاستخدام في المناطق المحيطة بالعيون والشفاه. وبشكل عام، كلما أبطأت حركة القطعة اليدوية للكشط الجلدي على الجلد وزادت عدد مرات المرور فوق الجلد، كلما كان علاج الجلد أعمق. 

تتضمن إحدى الطرق الأكثر أمانًا لعملية الكشط الجلدي الجزئي استخدام بلورات أكسيد الألمونيوم أو أكسيد الألومنيوم المعلقة في كريم مضاد للأكسدة. هذا الإصدار من اللوازم الطبية هو الأكثر فعالية من حيث التكلفة بشكل عام لأنه ينطوي على استخدام أداة صغيرة محمولة للعناية بالبشرة بدلاً من المعدات باهظة الثمن التي يستخدمها الخبراء. ارتفعت شعبية طريقة الكشط الجلدي الجزئي هذه في أوائل العقد الأول من القرن الحالي وهي متاحة على نطاق واسع اليوم.
الكشط الجلدي الجزئي عبارة عن إجراء يساعد على تقشير أو إزالة بعض الطبقات العليا من الجلد مؤقتًا والتي تسمى الطبقة القرنية. كما هو الحال في تنظيف الأسنان بالفرشاة، يساعد الكشط الجلدي على إزالة «اللويحة» وبقايا الجلد بلطف. [بحاجة لمصدر] نظرًا لأن الجلد البشري يتجدد عادةً خلال 30 يومًا تقريبًا، فإن تحسين الجلد باستخدام الكشط الجلدي مؤقت ويحتاج إلى التكرار بمتوسط فترات تتراوح بين أسبوعين وأربعة أسابيع من أجل التحسن المستمر. الجلسات المتعددة من الكشط مع تجنب أشعة الشمس واستخدام واقي الشمس وكريمات العناية بالبشرة الأخرى تحقق أفضل النتائج.
يستخدم مصطلح كشط الجلد بشكل عام للإشارة إلى إجراء جراحي حقيقي يزيل بقوة الطبقات العليا إلى المتوسطة من الجلد. يشير مصطلح الكشط الجلدي الجزئي بشكل عام إلى إجراء غير جراحي يزيل طبقات الجلد بشكل أقل عمقًا من الكشط الجلدي. على الرغم من أن آلية الإجراءين متشابهة، إلا أن الفرق في عمق الكشط ينتج عنه أوقات تعافي مختلفة. قد يستغرق وقت التعافي من عملية الكشط الجلدي ما بين عدة أسابيع إلى عدة أشهر، في حين أن فترة التعافي من الكشط الجلدي الجزئي قد تتراوح من يوم إلى يومين. بعد عملية الكشط الجلدي الجزئي، ستكون البشرة أكثر حساسية للتعرض لأشعة الشمس. من الأفضل الإبتعاد عن الشمس واستخدام واقي الشمس في جميع الأوقات بعد العملية. [بحاجة لمصدر]

يمكن إجراء كشط جلدي جزئي للمساعدة في تقليل ظهور فرط التصبغ السطحي، والتلف الناتج من الشمس، وكذلك تقليل الخطوط الدقيقة والتجاعيد وحب الشباب وندبات حب الشباب السطحية. وهناك فائدة أخرى من الكشط الجلدي الجزئي وهي تعزيز اختراق الجلد بواسطة كريمات الجلد والأمصال الأخرى. ستساعد إزالة الجلد الميت (الطبقة القرنية للبشرة) في اختراق منتجات العناية بالبشرة والأدوية للجلد بنسبة تصل إلى 10-50٪. إن تقشير الجلد المُضبّط الذي يوفره الكشط الجلدي الجزئي سيسمح بمنتجات الماكياج والدباغة الذاتية أن تستمر بسلاسة أكبر.
الكشط الجلدي الجزئي يحمل الحد الأدنى من الآثار الجانبية أو المضاعفات المحتملة. ومع ذلك، قد يعاني بعض المرضى من جفاف جلدي متوسط مؤقت وحساسية للشمس ونادراً ما يحدث كدمات أو خدوش مؤقتة في منطقة الجلد المعالجة. [بحاجة لمصدر]

### وحدات الكشط الجلدي الجزئي
تم تطوير أول وحدة كشط جلدي جزئي في إيطاليا في عام 1985، باستخدام بلورات أكسيد الألومنيوم الخاملة الصغيرة لإزالة الجلد. في عام 1986، أدخلت أسواق أوروبية أخرى التكنولوجيا، والتي تم تبنيها على الفور من قبل الأطباء للتقشير الميكانيكي. كانت هناك 10 وحدات للكشط الجلدي الجزئي في السوق في أوروبا بحلول نهاية عام 1992. في عام 1996، دخلت Mattioli Engineering في شراكة مع إحدى شركات الماكينات الإيطالية المصممة وبدأت العمل من أجل تلبية متطلبات إدارة الغذاء والدواء الأمريكية. بحلول نهاية عام 1996، أصدرت إدارة الأغذية والأدوية FDA أول خطاب موافقة على آلات الكشط الجلدي الجزئي. في كانون الثاني (يناير) 1997، تم بيع وتسويق أول آلة ميكرودرم في الولايات المتحدة. تم طرح الرأس الماسي في عام 1999 وتم إدخال الفرشاة ذات الرأس الخشن في عام 2005. تم إدخال أول نظام كشط جزئي للجلد المعتمد على التفريغ تحت مسمى "Vacubrasion" في عام 2012 في الولايات المتحدة والأسواق العالمية، والذي يوفر تقشير وشفط بالرأس الماسي. تم تصميم نظام توصيل منظم الهواء الخاص ب "Vacubrasion" وإخضاعه لإختبارات مكثفة من قبل أطباء الجلد والأطباء الأمريكيين. أحدث تصميمها البسيط ثورة في إجراء الكشط الجلدي الدقيق للسماح باستخدام أي نوع من مصادر الشفط تقريبًا (بشكل أساسي نظام تفريغ مع خرطوم دائري قياسي بحجم 1.25 بوصة) مع طرف كاشط مطلي بالماس غير قابل للتخلص منه ومرفق بالكهرباء. في حين أن أنظمة التقشير الكريستالي التقليدية والقديمة التي تعتمد على البلورات وأنظمة الكشط الجلدي الجزئي المنزلية ليس من النادر أن تعاني من قضايا الانسداد والخسارة المحتملة للشفط، تستخدم أنظمة Vacubrasion الخالية من البلورات مصدر شفط عالمي أكبر وأقوى يتجنب العديد من هذه المشكلات.

### مادة كاشطة
تطور الكشط الجلدي الجزئي من الصخور والأحجار والأصداف إلى البلورات والأطراف الماسية الخالية من الجسيمات والأطراف الخشنة الخالية من الجسيمات. بمجرد الوصول إلى الكمية المطلوبة من التقشير، ستقوم بعض وحدات الكشط الجلدي برش أو حقن محلول تعزيز الجلد في الجلد. بما أن ميكروديرم يزيل يدويًا طبقات محدودة من الطبقة القرنية (الطبقات الميتة للطبقة الخارجية من الجلد)، فإن أي مصل أو منتج موضعي يتم تطبيقه بأي شكل من الأشكال على الجلد بعد عملية الكشط الجلدي يحتمل أن يكون لديه فرصة أكبر لإختراق الجلد.
عادة ما تكون بلورات الكشط الجلدي الجزئي مصنوعة من مادة كاشطة دقيقة جدًا مثل أكسيد الألومنيوم. تشتمل بلورات الميكروديرم الخاملة الأخرى على أكسيد المغنيسيوم، وكلوريد الصوديوم، وبيكربونات الصوديوم. جميع البلورات البيضاء فائقة النعومة يمكن التخلص منها ويجب التخلص منها بعد كل استخدام. يزيل نظام تفريغ الكشط الجلدي البلورات وخلايا الجلد المقشرة. يجب تجنب استنشاق البلورات، وفي بعض الأحيان يتم إرتداء الأقنعة من قبل المشغّل الذي يقوم بالعلاج. قد تحدث إصابة العين إذا تم رش البلورات عن غير قصد في العين أو إذا بقيت البلورات حول العين وتسبب تآكل القرنية. هناك بعض المخاوف المحتملة من التعرض لإستنشاق البلورات ويجب اتخاذ احتياطات السلامة الأساسية. يوصى باستخدام نظارات واقية للمريض أو واقيات للعين، بالإضافة إلى أقنعة وجه المشغل عند العلاج باستخدام أنظمة البلورات. بدلاً من ذلك، يمكن استبدال بلورات ميكروديرم بأمان بالسطح الخشن لنظام الكشط الجلدي الدقيق بالرأس الماسي. تستخدم الأنظمة القائمة على الماس الأحدث مثل Vacubrasion غبارًا من الماس الناعم مطليًا بشكل أساسي على طرف مستدير من الفولاذ المقاوم للصدأ الذي يتلامس مع سطح الجلد.

#### وسائط الكشط الجلدي الجزئي
- بلورات أكسيد الألومنيوم:[15] 100 ميكرومتر؛ يعتبر أكسيد الألومنيوم خاملًا كيميائيًا نسبيًا ويتم التعرف عليه عمومًا على أنه آمن. [بحاجة لمصدر] [ بحاجة لمصدر ][ بحاجة لمصدر ]
- فرشاة خشنة: الشعيرات مرنة، لذلك تتحرك مع الجلد مما يسمح بعلاجات عدوانية دون تهيج إضافي. [بحاجة لمصدر] [ بحاجة لمصدر ][ بحاجة لمصدر ]
- الأطراف الماسية:[16] يمكن أن يكون طبيعيًا ولكن عادة ما يكون اصطناعيًا بتكاليف أقل؛ حمامي (احمرار) يرجع جزئيا إلى الدورة الدموية وليس تهيج فقط.[17]
- السائل: البخاخات القائمة على الماء بالاشتراك مع سائل رش بلاستيكي خشن على الجلد للمساعدة في التقشير بلطف. [بحاجة لمصدر] [ بحاجة لمصدر ][ بحاجة لمصدر ]
- أكسيد المغنيسيوم [بحاجة لمصدر] [ بحاجة لمصدر ][ بحاجة لمصدر ]
- الحبوب العضوية: تستخدم في التلميع والصقل. مصنوعة من الأشجار والنباتات والمحاصيل الزراعية والقش والقصب والذرة وعباد الشمس وقصب السكر. [بحاجة لمصدر] [ بحاجة لمصدر ][ بحاجة لمصدر ]
- بلورات بيكربونات الصوديوم وبلورات كلوريد الصوديوم.

## روابط خارجية
- مقال موسوعة الجراحة